# 9デイズ
『9デイズ』（ナインデイズ、英: Bad Company）は、2002年のアメリカ合衆国の映画作品。

## ストーリー
チェコの首都プラハで、核爆弾の仲介人マイケル・ターナーに成り済ましておとり捜査をしていたCIAの諜報員ケヴィン・ポープは、核爆弾を手に入れようと企むテロリストのドラガン・アジャニチに戦闘の最中で殺された。CIAは、取り引きの期限があと９日と迫っていたため、ケヴィンの双子の弟であるジェイクの存在を知り、マイケルと偽ることを思いつく。CIAは早速ジェイクを連れ込み、事情を説明する。ジェイクは諸事情からケヴィンとの関係を全く知らなかったこともあり相手にしなかったが、資金難で困っている恋人への援助のためにも多額の報酬を条件に代役を引き受け、ゲイロード・オークスたちケヴィンの同僚から彼の情報と知識を教え込まれる。主任のローランド・イェーツはジェイクを囮に使い、ケヴィンを殺した犯人を探し出そうと罠を仕掛けるが追い詰めた犯人・エルビスには自殺されてしまい、囮に使われて襲撃されたジェイクも恐怖から逃亡して行方をくらましてしまう。オークスはジェイクを見つけ出して説得し、ジェイクはCIAに戻った。
訓練を終えてケヴィンになり切ったジェイクはプラハに向かい、核爆弾の買い手役のオークスと共に売人アドリク・ヴァスと接触する。ジェイクは交渉が滞りなく終わりホテルに戻ると、ホテルの部屋にはケヴィンの元彼女ニコールがおり、シャワーを浴びていた。彼に復縁を迫るために来たのである。ジェイクはオークスの指示に従い彼女と食事をするが、ホテルに戻るとドラガン一味に襲撃される。オークスたちによってドラガン一味が撃退された後、ジェイクとオークスはアドリクとの取り引き場所に向かう。二人は無事に核爆弾を受け取るが、アドリクはドラガンに寝返った部下に殺され、残ったアドリクの部下とドラガン一味の銃撃戦が始まる。二人は核爆弾を持って逃走するが、ドラガンに追い付かれて核爆弾を奪われてしまう。
核爆弾がジェイクの網膜認証がなければ作動しないことを知ったドラガンは、ジェイクがホテルからかけた通話記録から彼の恋人ジュリーの存在を知り、彼女を拉致してジェイクを誘い出す。ジェイクはドラガンに脅されて網膜認証してしまい用済みとなり殺されそうになるが、そこにオークスとシールが到着し助け出される。三人はドラガンが核爆弾を仕掛けたグランド・セントラル駅に向かい核爆弾の起爆解除を試みるが、オークスとシールがドラガンに撃たれ、ドラガンはジュリーを人質にとる。ジェイクはオークスと協力してドラガンを射殺し、核爆弾の起爆解除に成功する。事件を解決したジェイクはCIAから受け取った報酬でジュリーと結婚式を挙げ、オークスから祝福を受ける。

## 登場人物
ゲイロード・オークス
演 - アンソニー・ホプキンス
ケヴィンの相棒だった男。ケヴィンを信頼しており、代わりとなったジェイクを当初は認めておらず、彼が諜報員としての教育を受ける際にも辛辣な態度が目立ち、自身もしっぺ返しをくらうことがあるという皮肉な関係だったが、互いに任務をこなすうちに信頼関係を築く。独身。戦闘の腕も中々で銃撃戦を淡々とこなし、自分には弾は当たらずに相手を撃破したこともある。また、敵に対して容赦がなく、倒れた相手に更に銃弾を放つなど躊躇がない。
ジェイク・ヘイズ
演 - クリス・ロック
1970年9月8日、マンハッタンにあるベルビュー病院でメアリー・ジェフリーズという女性から生まれた。赤子のころに重い肺の感染症にかかり、胸にチューブを入れるための傷跡が今でも残っている。ジェイクは愛称であり、本名はジェイコブ。養母いわく、ダフ屋に勝負師をやっていた。猫を飼っている。当初は自分に実の兄弟が居たことをしらず、その兄の仕事がCIA捜査官の話もばかげていると相手にしていなかったが、大事な事情から大金が欲しく、10万ドルのために仕事を引き受ける。無法者だが優秀な頭脳を持っており、チェスで勝負をした相手に緻密な戦略で追い詰め、ケヴィンの身代わりを務めるために諜報員としての教育を受けるが、三日で基礎を収めるなど、当時は訝しんでいたオークスもこの点は認めていた。大学に通っていたが中退した過去がある。魚は苦手。恋愛に関しては一途であり、仕事で疎遠になったジュリアを忘れられず、ケヴィンの元彼女のニコールの執拗な誘惑にも負けなかった。元々、一般人であっただけに戦闘や危機的状況を恐れていたが次第に逞しさを身につけ、乗り切るようになる。
ケヴィン・ポープ
演 - クリス・ロック
CIAの諜報員。ジェイクの実の双子の兄。ジェイクと違い丁寧で非常時でも周囲に気を使うことができる優しい性格。仲介人のマイケル・ターナーに成りすまして任務をしていたが、序盤で戦闘が発生し、ドラガンが放った銃弾からオークスを庇い、自分に命中して死亡する。養子縁組の都合がスムーズになるように病院が記録を改竄し、ロジャーとグレンダ・ボーブに引き取られた。エクセターの寄宿生学校を卒業。その後、ダートマス大学に行き、海軍士官学校に在籍。ローズ奨学金で通った秀才。音楽はジャズやオーソドックスなのを聴いており、ラップは嫌っていた。スポーツはスキーを嗜んでいた。
アドリク・ヴァス
演 - ピーター・ストーメア
ロシアンマフィアの大物。KGBに嵌められた過去があり、エージェンド三人を始末してその家族も探し出したことがある。取引先の相手には、この体験を脅し文句にして語っている。最後はドラガンに寝返ったミシェルに殺害される。
シール
演 - ガブリエル・マクト
CIAの職員。
ジュリア・ベンソン
演 - ケリー・ワシントン
ジェイクの恋人。愛称はジュリー。髪型はカーリーヘア。看護助手であり、ジャージーシティで姉夫婦と暮らしている。ジェイクと付き合って三年になる。ジェイクのことは愛しているが、現在は仕事に打ち込みたいようであり、ジェイクと離れてでもシアトルに仕事にいこうとしていた。ただし、仕事に打ち込みたいのは経済難が理由であり、本当は大学に行きたがっている。
ニコール
演 - ガーセル・ボヴェイ
ケヴィンがマイケルと偽って付き合っていた元彼女。セクシーな体型の女性。CNNで働いている。逞しい性格で命を狙われて一緒に隠れていたジェイクの携帯がなって敵にみつかりそうになっても毅然とした態度をとっていた。物語開始時点の数週間前に仕事からよそよそしい態度のケヴィンと喧嘩をして別れ、バルカンに行っていたが、許す気になり復縁をせまる。ジェイクをケヴィンと間違えて迫ったが、この体験からジェイクは諦めかけていたジュリアへの愛を再認識した。ただしニコールからはケヴィンらしくない一面を見たことで尚更惚れ込んだ。しかし、キスをしたことでやっと違いがわかりマイケルではないことに二コールは気づいた。敵に見つかりながらもオークスに助けられて生き延びたがケヴィンの素性や真相に気づいたことで白黒がつき、再度バルカンに行った。
ドラガン・アジャニチ
演 - マシュー・マーシュ
序盤でケヴィンを殺害したテロリストであり、世界中から指名手配をされている危険人物。部下からは、捕まるぐらいなら死を選ぶほどの忠誠心を抱かれている。
ミッシェル・“ハンマー”・ペトロフ
演 - ドラガン・ミカノヴィッチ
ケヴィンの取引相手だった男。ケヴィンに連絡用に預けた携帯にGPSを付けるなど、抜かりのない性格。ヴァスを裏切りドラガンにつく。
バンクス夫人
演 - イルマ・P・ホール
ジェイクの里親。ジェイクのほかに7人の養子がおり、全員成功している。無頼な生活を送るジェイクに呆れながらも可能性は信じているなど、面倒見が良く、CIAとしての任務を達成したジェイクを誇った。
ローランド・イェーツ
演 - ジョン・スラッテリー
CIAの職員。主任。ジェイクのことを買っているが騙した上で無茶をさせることもあり、オークスからも嫌われているわけではないが、どこか信用されていない。
スワンソン
演 - ブルック・スミス
CIAの職員。チェコ語がわかる。プロ意識はあるが女性としての恥じらいは持っており、ジェイクのトイレ姿までは見ようとしなかった。
エルビス
生きていると思ったケヴィンを殺害しようとした人物。殺害に失敗し、CIAに屋上まで追い詰められるて捕まりそうになるが飛び降りて自殺する。

## キャスト
| 役名                                | 俳優                                | 日本語吹き替え | 日本語吹き替え                                        | 日本語吹き替え |
| 役名                                | 俳優                                | ソフト版 | フジテレビ版                                          | テレビ朝日版 |
| ----------------------------------- | ----------------------------------- | --- | ----------------------------------------------------- | --- |
| ゲイロード・オークス                | アンソニー・ホプキンス              | 有川博 | 銀河万丈                                              | 小川真司 |
| ジェイク・ヘイズ / ケヴィン・ポープ | クリス・ロック                      | 高木渉 | 高木渉                                                | 咲野俊介 |
| アドリク・ヴァス                    | ピーター・ストーメア                | 菅生隆之 | 江原正士                                              | 土師孝也 |
| シール                              | ガブリエル・マクト                  | 堀内賢雄 | 郷田ほづみ                                            | 大川透 |
| ジュリー                            | ケリー・ワシントン                  | 坂本真綾 | 斉藤梨絵                                              | 杉本ゆう |
| ジャルマ                            | アドニ・マロピス                    | 梁田清之 | 白熊寛嗣                                              | |
| ニコール                            | ガーセル・ボヴェイ                  | 田中敦子 | 山像かおり                                            | 安藤麻吹 |
| ドラガン・アジャニチ                | マシュー・マーシュ                  | 麦人 | 廣田行生                                              | 楠見尚己 |
| ミッシェル・“ハンマー”・ペトロフ    | ドラガン・ミカノヴィッチ            | 落合弘治 | 檀臣幸                                                | 檀臣幸 |
| ローランド・イェーツ                | ジョン・スラッテリー                | 山路和弘 | 森田順平                                              | 谷口節 |
| スワンソン                          | ブルック・スミス                    | 塩田朋子 | 小林優子                                              | 渡辺美佐 |
| ケイルー                            | ダニエル・サンジャタ                | | 落合弘治                                              | |
| アンドレ                            | マレク・ヴァシュート                | | 谷昌樹                                                | |
| バンクス夫人                        | イルマ・P・ホール                   | 青木和代 | 磯辺万沙子                                            | |
| デンプシー                          | ダン・ジスキー                      | | 中博史                                                | |
| フィンク                            | ジョン・フィンク                    | | 石井隆夫                                              | |
| パム                                | ラネット・ウェア                    | 安達忍 | 田村聖子                                              | |
| ウェルズ                            | シェー・ウィガム （クレジットなし） | 星野充昭 | 髙階俊嗣                                              | |
| その他                              | N/A                                 | 横堀悦夫 喜多川拓郎 梁田清之 長克巳 佐々木睦 西田絵里 吉田孝 清水敏孝 多緒都 小池亜希子 重松朋 隈本吉成 川村拓央 佐藤晴男 | 中田和宏 津々見沙月 木村雅史 森夏姫 小松史法 佐藤美一 | 谷昌樹 玉井碧 藤田淑子 蓮池龍三 五十嵐麗 福山廉士 佐々木省三 佐藤健輔 永田昌康 桑原敬一 園部好德 安斉一博 咲乃藍里 こんのゆり 中嶋将平 |
|                                     |                                     | |                                                       | |
| 演出                                |                                     | 蕨南勝之 | 伊達康将                                              | 清水洋史 |
| 翻訳                                |                                     | 原口真由美 | 松崎広幸                                              | 松崎広幸 |
| 調整                                |                                     | 兼子芳博 | 大浦伸浩                                              | 阿部直子 |
| 録音制作                            |                                     | ケイエスエス | オムニバス・ジャパン                                  | |
| 制作担当                            |                                     | 山本千絵子 |                                                       | |
| 制作                                |                                     | DISNEY CHARACTER VOICES INTERNATIONAL, INC.                                                                               | 東北新社                                              | 東北新社 |

- ソフト版吹き替え - VHS・DVD収録（テレビ東京の『午後のロードショー』ではこの版を放送）
- フジテレビ版吹き替え - 初回放送2006年9月2日『土曜プレミアム』
- テレビ朝日版吹き替え - 初回放送2008年2月10日『日曜洋画劇場』（その後テレビ東京以外の局はこの版を放送）